# Morro do Pai Inácio
Morro do Pai Inácio är en bergstopp i Brasilien.   Den ligger i kommunen Lençóis och delstaten Bahia, i den östra delen av landet, 800 km nordost om huvudstaden Brasília. Toppen på Morro do Pai Inácio är 1 109 meter över havet.
Terrängen runt Morro do Pai Inácio är huvudsakligen kuperad. Runt Morro do Pai Inácio är det glesbefolkat, med 9 invånare per kvadratkilometer..
Omgivningarna runt Morro do Pai Inácio är huvudsakligen savann.